# Graphium doson
Graphium doson ist ein in Asien vorkommender Schmetterling aus der Familie der Ritterfalter (Papilionidae) und der Unterfamilie der Schwalbenschwänze (Papilioninae).

## Merkmale

### Falter
Die Flügelspannweite der Falter beträgt 50 bis 65 Millimeter. Zwischen den Geschlechtern besteht kein Sexualdimorphismus, da Männchen und Weibchen die gleichen Zeichnungselemente aufweisen. Die Vorderflügel sind leicht gebogen und bilden am Apex eine kräftige Spitze. Am Analwinkel der Hinterflügel fehlt ein Schwanzfortsatz. Sämtliche Flügeloberseiten haben eine schwarze Grundfarbe, die durch ein deutliches hellblaues bis weißliches Fleckenmuster überdeckt wird. Die Zeichnung der Unterseite gleicht in leicht abgeschwächter Form der Oberseite, zeigt jedoch eine schwarzbraune Grundfarbe. In der Postdiskalregion hebt sich eine rote Fleckenreihe ab, ein weiterer einzelner kleiner roter Fleck befindet sich in der Basalregion.

### Präimaginalstadien
Das Ei ist kugelrund, glatt und cremig weiß bis hellgelb gefärbt.
Die Raupe ist in ihrem ersten Stadium im vorderen Bereich überwiegend schwarz, am Ende weißlich und zeigt auf der gesamten Körperoberfläche kurze, verzweigte Dornen. Im zweiten Stadium schwillt der Bereich hinter dem Kopf an, die Oberfläche ist glatt und verfärbt sich in ein dunkles Braun. Im dritten und vierten Stadium zeigen die Raupen kurze, seitliche Stacheln an den vorderen drei Thoraxsegmenten sowie am Analsegment. Die ausgewachsene Raupe ist mit zwei Augenflecken hinter dem Kopf versehen. Es treten zwei Farbmorphen auf: Gelbbraun oder Grasgrün.
Die Puppe hat eine gestreckte Form, ist überwiegend grün gefärbt und besitzt am Hinterkopf einen hornartigen Auswuchs. Sie wird als Gürtelpuppe an Zweigen oder Blättern befestigt.

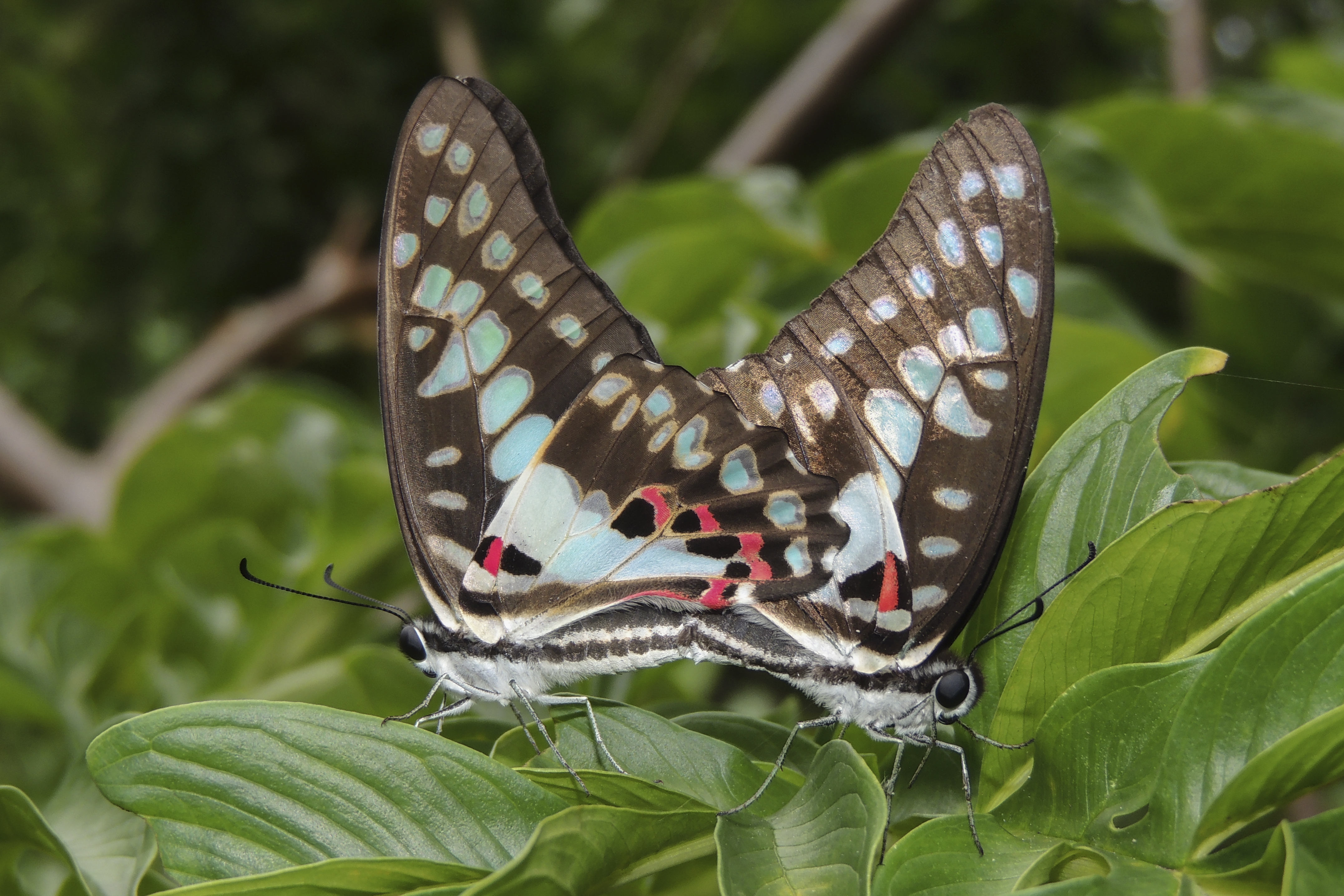
Paarung, Flügelunterseite
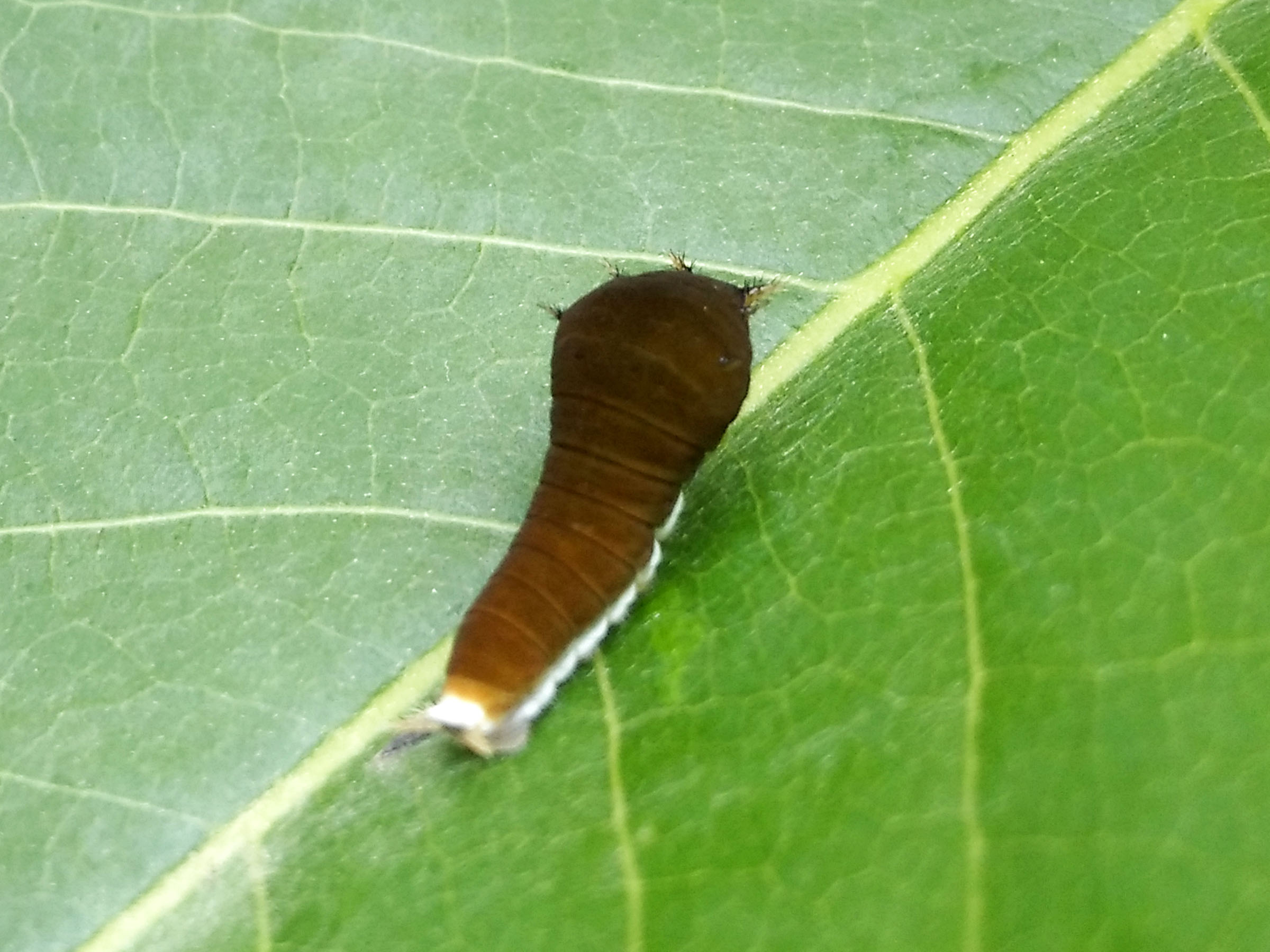
Junge Raupe (zweites Stadium)
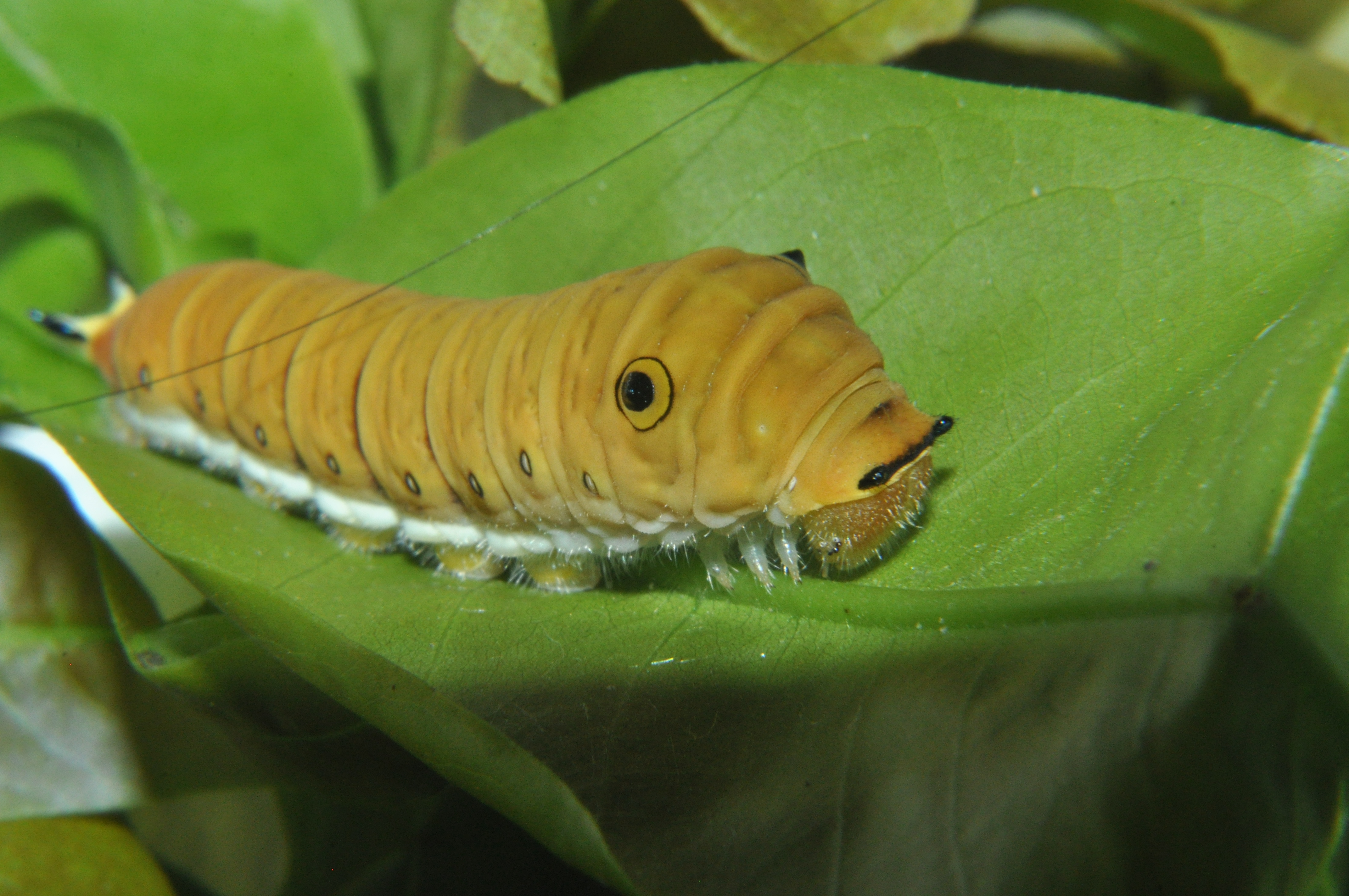
Ausgewachsene Raupe (gelbliche Morphe)
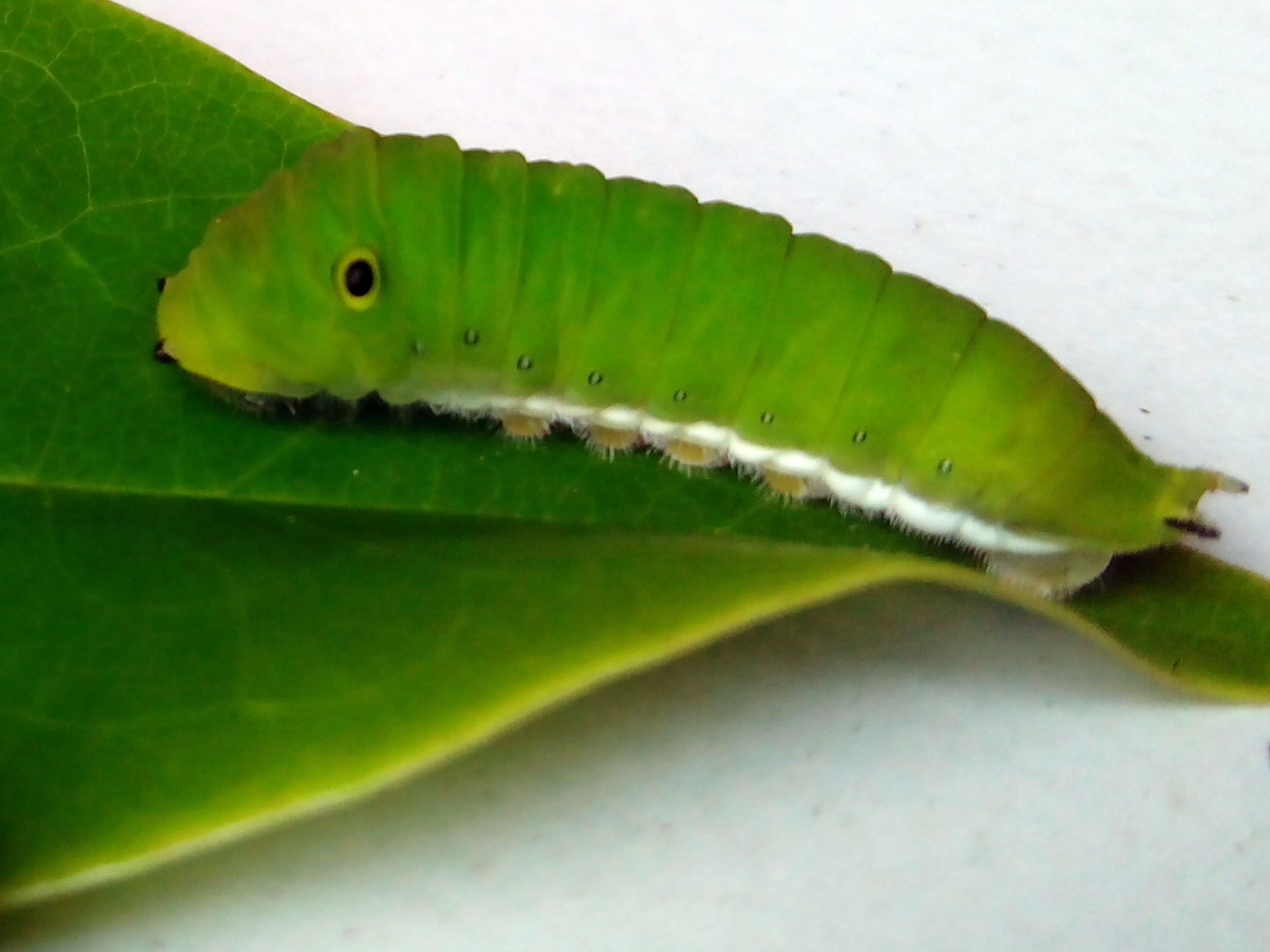
Ausgewachsene Raupe (grüne Morphe)
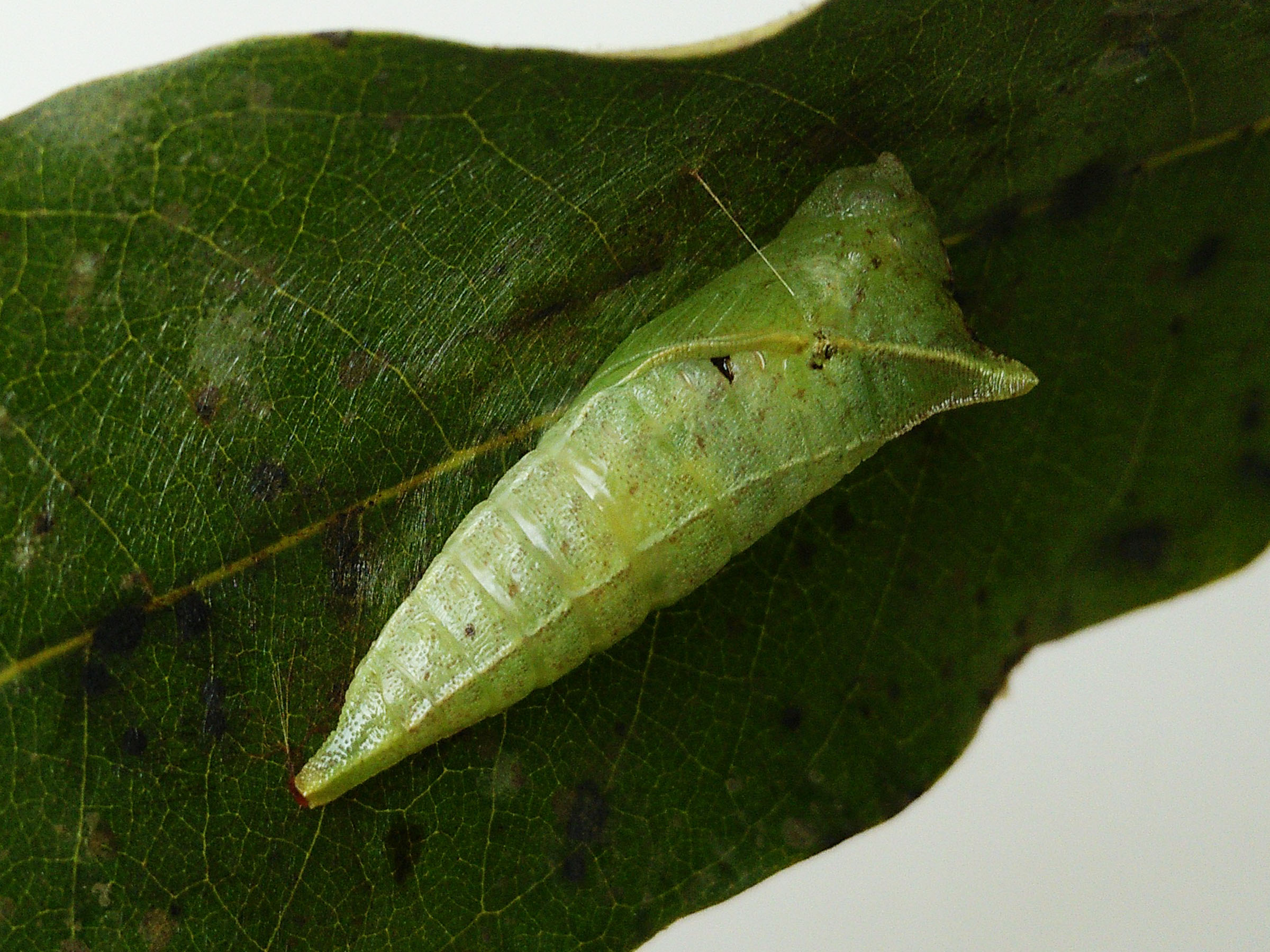
Puppe

## Verbreitung, Unterarten und Lebensraum
Die Art kommt in Indien, Sri Lanka, Thailand, Malaysia, Myanmar, Laos, Kambodscha, Südchina, Taiwan, Korea, Vietnam, Indonesien, Japan und auf den Philippinen verbreitet vor. In den verschiedenen Vorkommensgebieten werden derzeit 13 Unterarten klassifiziert. Graphium doson besiedelt bevorzugt immergrüne Laubwälder sowie feuchte Waldränder.

## Lebensweise

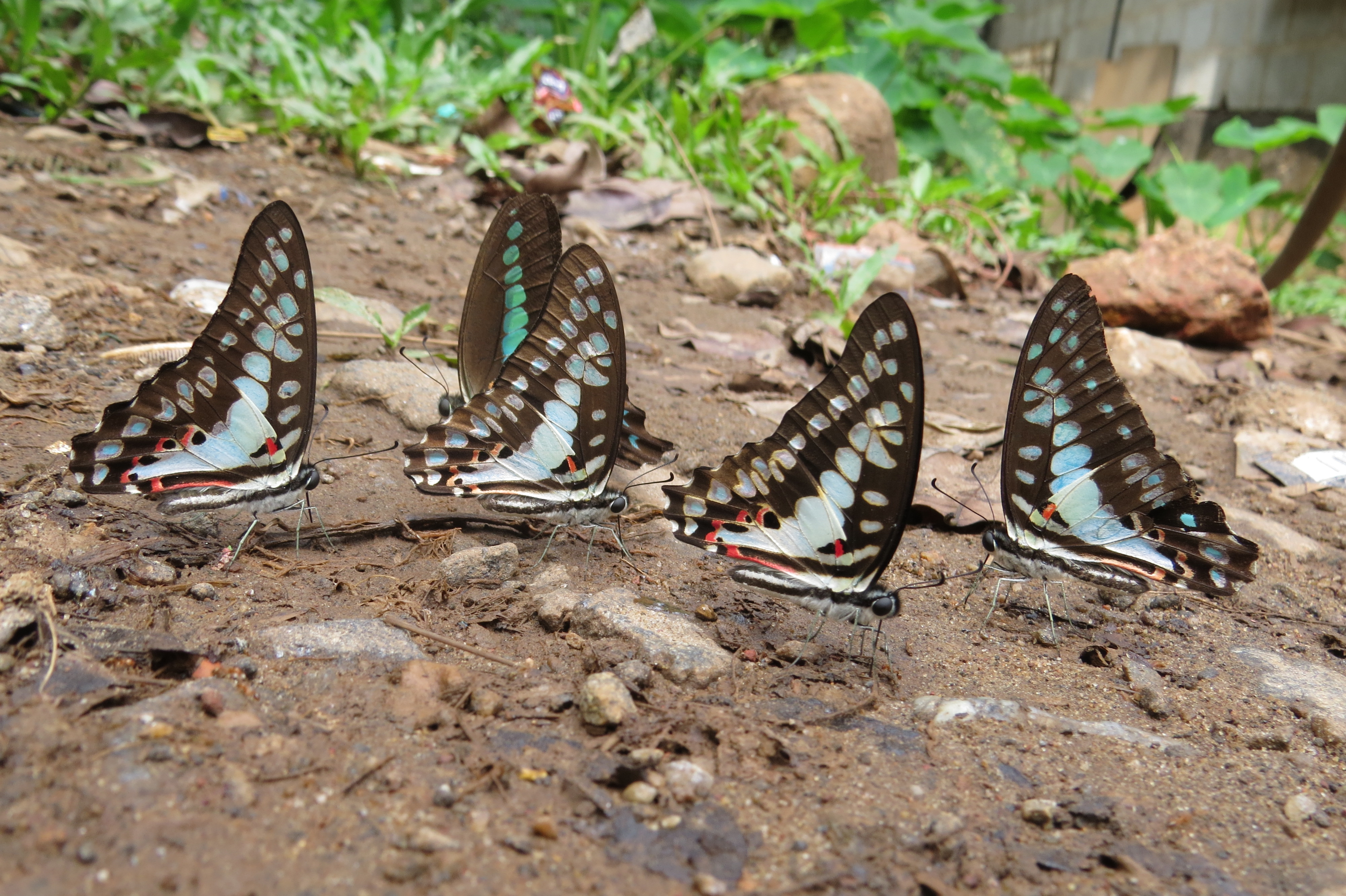
Graphium doson beim Saugen an feuchter Bodenstelle

Die Falter fliegen in mehreren Generationen im Jahr. Die Eier werden einzeln auf der Ober- oder Unterseite von jungen Blättern der Nahrungspflanze abgelegt. Sie benötigen drei bis vier Tage bis zum Schlüpfen der Raupen, die dann fünf Stadien bis zur Verpuppung durchlaufen. Die Puppenzeit beträgt durchschnittlich neun Tage. Während die Weibchen zur Nektaraufnahme Blüten besuchen, saugen die Männchen zuweilen in großer Anzahl am Boden an feuchten Erdstellen, um Flüssigkeiten sowie Mineralstoffe aufzunehmen. Die Raupen ernähren sich polyphag von den Blättern von Annonengewächsen (Annonaceae), Lorbeergewächsen (Lauraceae), Seifenbaumgewächsen (Sapindaceae) oder Magnoliengewächsen (Magnoliaceae).